# Ujong Baroh (Simpang Tiga)
Ujong Baroh is een bestuurslaag in het regentschap Pidie van de provincie Atjeh, Indonesië. Ujong Baroh telt 308 inwoners (volkstelling 2010).